# Neoniphon pencei
Neoniphon pencei là một loài cá biển thuộc chi Neoniphon trong họ Cá sơn đá. Loài này được mô tả lần đầu tiên vào năm 2015.

## Từ nguyên
Từ định danh pencei được đặt theo tên của David F. Pence, Nhân viên An toàn Lặn của Đại học Hawaii, người đã phát hiện và thu thập các mẫu vật của loài cá này.

## Phạm vi phân bố và môi trường sống
Tất cả các mẫu vật của N. pencei đều được thu thập tại đảo Rarotonga (thuộc quần đảo Cook) ở độ sâu 115 m. Một cá thể Neoniphon gần giống kiểu hình với N. pencei và khác với tất cả các loài đã biết đã được quay video lại ở độ sâu 90 m tại Moorea (quần đảo Société, Polynésie thuộc Pháp). Có khả năng loài này có phân bố rộng hơn ở vùng đông nam Thái Bình Dương nhưng không được chú ý đến nhiều.

## Mô tả
Chiều dài cơ thể lớn nhất được ghi nhận ở N. pencei là 24 cm. Thân màu xám bạc có sọc đỏ dọc hai bên lườn. Màng gai vây lưng màu đỏ, trừ chóp trắng; giữa các màng có đốm trắng. Vây hậu môn, vây đuôi và vây lưng mềm màu vàng trong. Rìa trước của vây hậu môn màu trắng, phần còn lại của vây này trong suốt. Vây đuôi đỏ cam ở các tia, trong suốt. Vây ngực, vây bụng, vây lưng mềm và vây ngực trong suốt.
Số gai ở vây lưng: 11; Số tia vây ở vây lưng: 13; Số gai ở vây hậu môn: 4; Số tia vây ở vây hậu môn: 9; Số tia vây ở vây ngực: 14; Số vảy đường bên: 48–52.